# Ихтиозавры (род)
Ихтиозавры (лат. Ichthyosaurus, от греч. ἰχθύς — рыба и σαῦρος — ящер) — род вымерших морских рептилий раннего юрского периода, первый описанный представитель отряда ихтиозавров. Это некрупное животное длиной 2—3,3 м с удлинёнными челюстями. Название ему было дано из-за сильного сходства с рыбой. Первый полный скелет был обнаружен в Британии в начале XIX века Мэри Эннинг. С момента открытия были найдены сотни образцов ихтиозавра, в том числе и полные скелеты. На некоторых из них присутствует окаменевшая кожа, включая отпечатки хвостового и спинного плавников, что является большой редкостью.
Окаменелости ихтиозавров обнаружены в Великобритании, Швейцарии и Бельгии.

## Открытие

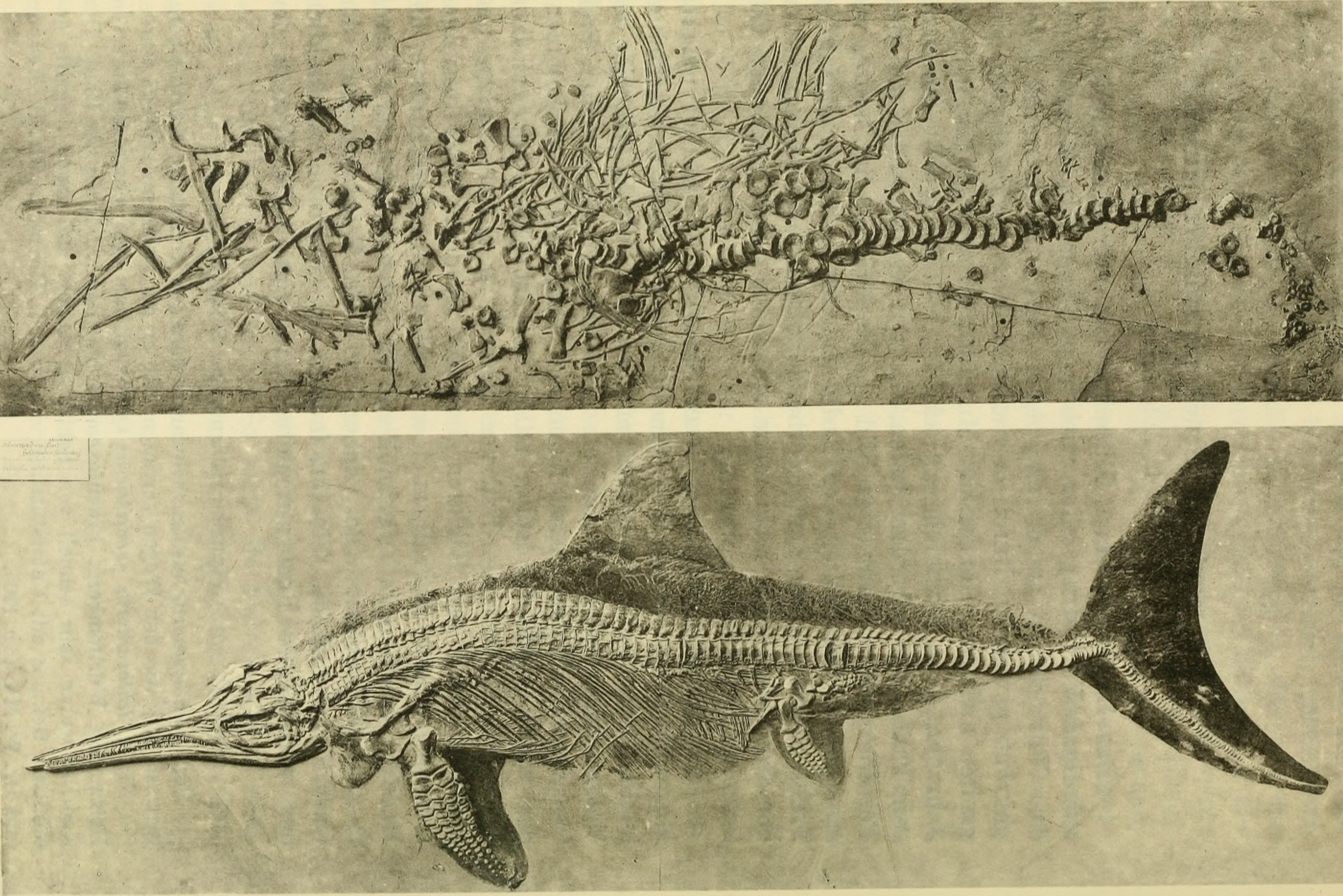
Окаменелость

Ихтиозавр был найден в местечке Лайм-Реджис (графство Дорсет) палеонтологом-любителем Мэри Эннинг в 1812 году, когда ей было всего 12 лет. С тех пор делом всей оставшейся жизни Эннинг стало собирание и продажа окаменелостей редким коллекционерам. Помимо ихтиозавра она нашла первого плезиозавра, а также кости птерозавров. Хотя Эннинг и была любителем, она также делала профессиональные зарисовки и описания образцов, которые извлекала из грунта. Спустя много лет после смерти Эннинг в её честь был назван один из видов ихтиозавра — Ichthyosaurus anningae.
Первое научное описание ихтиозавра составили в 1821 году английские геологи Генри де ла Беш и Уильям Даниэль Конибэр. Они и присвоили ему название, означающее «рыбоящер» — несмотря на сходство с рыбой, животное было рептилией. Ichthyosaurus communis стал первым изученным видом ихтиозавра.
В 1835 году Блэнвиль обозначил целый отряд вымерших морских рептилий ихтиозаврами (Ichthyosauria), подчеркнув таким образом важность первого открытого его представителя.

## Характеристика

### Охотник морей
Далёкие предки всех ихтиозавров перешли к водному образу жизни в начале триаса. В процессе эволюции ихтиозавр приобрёл анатомические черты, не свойственные сухопутным рептилиям — плавники и обтекаемую форму тела, — что делало его отличным пловцом.
Связь с сушей ихтиозавр утратил полностью, всю свою жизнь он проводил в море, поднимаясь к поверхности воды только для того, чтобы вдохнуть воздух. Длина ихтиозавра находилась в пределах 3,5 м, он значительно уступал в размерах родственным представителям отряда, среди которых были такие гиганты как 12-метровый темнодонтозавр, 15-метровый шонизавр и 20-метровый шастазавр.
Ихтиозавр был хищником, изучение его копролитов (ископаемых экскрементов) и содержимого окаменевших желудков показало, что рацион этой рептилии составляли исключительно некрупные рыбы и кальмары. Большие округлые глазницы свидетельствуют о немаловажной роли зрения в жизни животного. Твёрдая структура костей, образующих ухо, наталкивает на мысль, что при охоте ихтиозавр также полагался на свой слух. Ощущая вибрацию в воде, ихтиозавр мог буквально «слышать» добычу на большом расстоянии.

### Рождение
Существует несколько удивительных образцов маленьких ихтиозавров, застывших в матках взрослых особей в процессе рождения. Это означает, что ихтиозавр не откладывал яйца, а был живородящим. Детёныши появлялись на свет уже достаточно сформированными. При этом, подобно китообразным, ихтиозавры рождались хвостом вперёд, благодаря чему они не захлёбывались, покидая материнскую утробу. Существует окаменелость близкого родича ихтиозавра — раннеюрского стеноптеригия, —  которая также демонстрирует рождение детёныша.

## Виды
Долгое время к роду Ichthyosaurus относили многих ихтиозавров, обнаруживаемых в разных частях света. Найденные в Бельгии, Франции, Германии, США и Индонезии животные впоследствии стали включаться в другие роды: стеноптеригии, миксозавр, лептонект и другие.
Общепризнанными являются следующие виды ихтиозавра:
- Ichthyosaurus communis — типовой и древнейший вид, известен из пограничных отложений триаса и юры (геттанг — плинсбах, 201,6—183 млн лет) Швейцарии, Великобритании и Бельгии. Единственный из признаваемых видов, найденный за пределами Британских островов. В 1970-х годах палеонтолог  Крис Макгоуэн (Chris McGowan) впервые предположил, что I. communis и I. intermedius могут представлять один и тот же вид, что подтвердили Дин Ломакс и Джуди Массар в 2017 году[6].
- Ichthyosaurus breviceps — описан Ричардом Оуэном в 1881 году из морских синемюрско-плинсбахских отложений (196,5—189,6 млн лет). Первоначально выделялся в отдельный род Eurypterygius.
- Ichthyosaurus conybeari — образец BMNH 38523 из синемюра Лайм-Реджиса.
- Ichthyosaurus anningae — ископаемые остатки были найдены в Дорсете в породах возрастом 189—183 млн лет (плинсбах) в начале 1980-х годов, но только в 2008 году палеонтолог университета Манчестера Дин Ломакс предположил, что они принадлежат новому виду. После совместных исследований образца с профессором Джуди Массар из американского колледжа Брокпорт он назвал новый вид в 2015 году в честь Мэри Эннинг, нашедшей когда-то самого первого ихтиозавра. Размер экземпляра — 1,5 м в длину, у него превосходно сохранился череп, а в желудке различимы остатки кальмаров, которыми ихтиозавр полакомился незадолго до гибели[7][8].
- Ichthyosaurus somersetensis — частичная окаменелость была найдена в середине 1990-х годов в графстве Сомерсет, Великобритания, в нижнеюрских слоях формации Blue Lias. В 2016 году Ломакс и Массар описали по этой окаменелости новый вид. Это беременная самка, в утробе которой сохранились фрагменты эмбриона. Предполагаемые размеры самки — от 3 до 3,3 м в длину, что делает этот вид ихтиозавра крупнейшим из известных[9][10].
- Ichthyosaurus larkini — происходит из тех же отложений, что и I. somersetensis. Также определён как отдельный вид Ломаксом и Массаром в 2016 году. Как показывает филогенетический анализ, I. larkini и I. somersetensis состоят в более близком родстве друг с другом, чем с остальными видами[11].

## В массовой культуре
Ихтиозавр является наиболее известным представителем отряда Ichthyosauria, он часто упоминается в книгах о динозаврах, хотя и не принадлежит к ним.
В романе Жюля Верна «Путешествие к центру Земли» описана схватка ихтиозавра с другой известной морской рептилией — плезиозавром. Обоих рептилий персонажи романа поначалу принимают за привычных животных: крокодила, морскую корову и змею с черепахой.
Йозеф Виктор фон Шеффель написал юмористическую поэму об ихтиозавре.